# Stokes (Marskrater)
Stokes ist ein Einschlagkrater auf dem Mars. Er liegt in den nördlichen Tiefebenen. Sein besonderes Kennzeichen sind die dunkel getönten Sanddünen, die von starken Winden geformt wurden.
Die Namensgebung durch die Internationale Astronomische Union erfolgte 1973.